# Torre del Massarello
Torre del Massarello, o torre Massarelli, della Storta o più propriamente torre arcidiaconale, è una torre medioevale al centro del sistema fortificato nella contrada di Borgo Nuovo a Trento. L'edificio era la residenza dell'arcidiacono Martino Neideck e ha ospitato il vescovo Angelo Massarelli durante il Concilio di Trento. È collocata tra via Santa Trinità e vicolo della Storta, di fronte al Palazzo delle Poste.

## Storia
L'edificio sorge in un'area della città di Trento che in epoca medioevale si chiamava Borgo Nuovo, che andava da Porta Santa Croce fino all'odierna via Santa Trinità.  Le caratteristiche architettoniche fanno risalire la costruzione di questa torre tra il XII e il XIII secolo, ed era principalmente la residenza degli arcidiaconi del Capitolo della cattedrale, tra cui l'arcidiacono Martino Neideck.
Per tutta la durata del Concilio di Trento (1545-1563) fu la dimora del segretario generale del Concilio, ossia il vescovo Angelo Massarelli da San Sepolcro, a cui si deve la denominazione "Torre del Massarello"..

## Descrizione

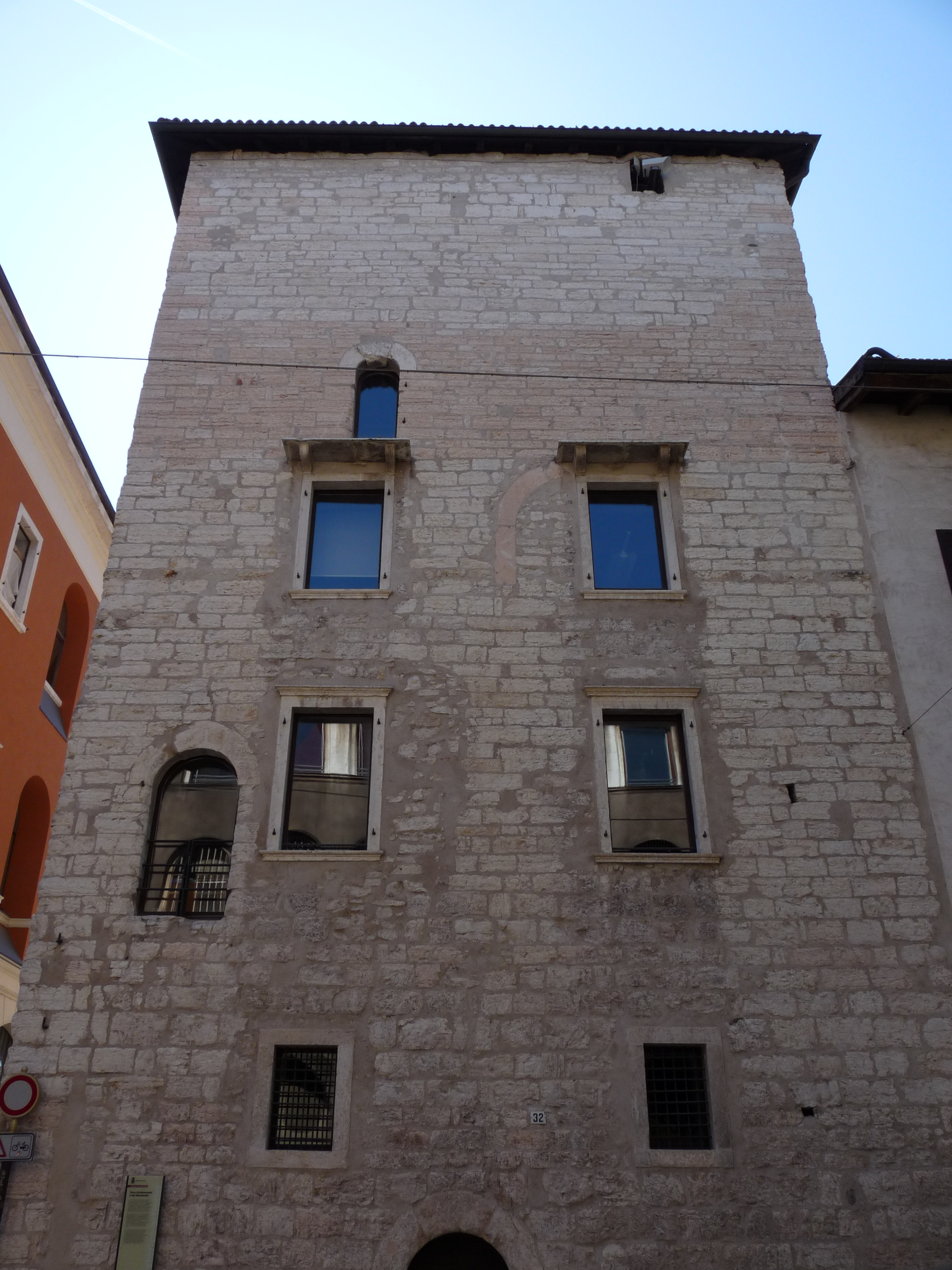

La torre Arcidiaconale è datata al XII-XIII secolo e ha un aspetto austero e massiccio con interventi cinquecenteschi e settecenteschi e un restauro significativo nel 1974-75. Ha pianta quadrangolare, con una larghezza di 12,20 metri e un'altezza di circa 20 metri. Al primo piano è collocato il "Salone degli affreschi" dove sono visibili affreschi tardomedioevali della cultura gotica internazionale della seconda metà del XV secolo che rappresentano motivi a scacchiera e il profilo di un volto incappucciato; nella vicina "Sala del caminetto" sono invece collocati affreschi rinascimentali restaurati da Onkè Perzolli nel 1974. 
Nel 1783 vengono aperte le finestre quadrangolari, come indicato nella data nel primo piano.
Presenta diverse fasi costruttive a seguito di interventi cinquecenteschi e settecenteschi, ed è stata ulteriormente restaurata negli anni '70 del XX secolo. Proprio a seguito del restauro emersero alcune caratteristiche che evidenziavano gli interventi successivi alla sua costruzione, come la sopraelevazione dell'intero edificio, la scomparsa del coronamento merlato, il tamponamento dei fori con archi a tutto sesto e l'apertura di nuove finestre architravate. È durante questi restauri che vengono messi in luce gli affreschi del "Salone degli affreschi".